# Cantone di Villefranche-sur-Saône
Il cantone di Villefranche-sur-Saône è una divisione amministrativa, situato nel dipartimento del Rodano dell'arrondissement di Villefranche-sur-Saône.
A seguito della riforma approvata con decreto del 27 febbraio 2014, che ha avuto attuazione dopo le elezioni dipartimentali del 2015, non ha subìto modifiche.

## Composizione
Comprende il solo comune di Villefranche-sur-Saône.